# Pazyryk

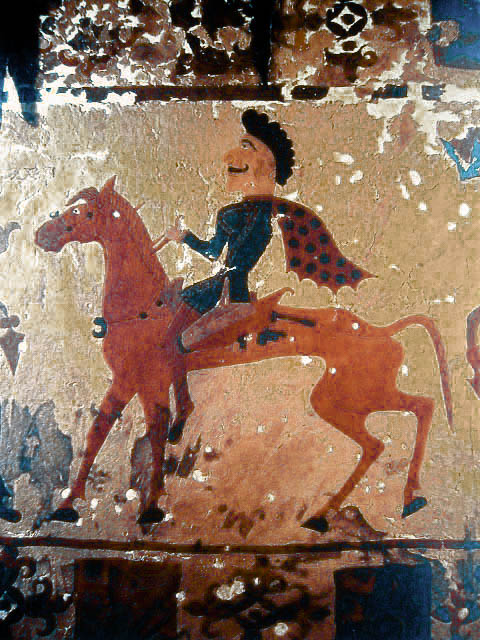
Jinete en un objeto Pazyryk, hacia el año 300 a. C..

Pazyryk (en ruso: Пазырык) es el nombre de un antiguo pueblo nómada de origen escita que vivió en el macizo de Altái, Rusia, (cerca de las actuales fronteras de China, Kazajistán y Mongolia).
En esta parte de la meseta de Ukok se han hallado muchos túmulos antiguos de la Edad del Bronce cubiertos por grandes piedras. Estos espectaculares enterramientos de la cultura Pazyryk son de origen escita. El término kurgán, palabra de origen túrquico, se utiliza generalmente para denominarlos. Está incluido por la Unesco dentro del conjunto denominado Montañas doradas de Altái como Patrimonio de la Humanidad.
Los pazyryks eran una cultura de la estepa: pastoril nómada y ecuestre. Entre ellos se produjo una diferenciación social por la acumulación individual de riquezas gracias al comercio con Persia, India y China.

## Descubrimientos
Las primeras tumbas fueron excavadas por el arqueólogo Serguéi Rudenko en los años 1920. Aunque muchas de las tumbas ya habían sido saqueadas en épocas anteriores, Rudenko halló caballos enterrados, y con ellos ropas de montar extraordinariamente preservadas, fieltro y alfombras de lana, incluyendo la alfombra más antigua del mundo, un carro fúnebre de cuatro ruedas y tres metros de alto del siglo V a. C. y otros espléndidos objetos que habían sobrevivido a la destrucción del tiempo. Estos hallazgos se exhiben en el Museo del Hermitage de San Petersburgo.

### Jefe Pazyryk
El más impactante descubrimiento de Rudenko fue el cuerpo de un jefe Pazyryk tatuado: un hombre de constitución poderosa que murió con unos cincuenta años. Partes del cuerpo se han deteriorado, pero la mayor parte del tatuaje es todavía claramente visible. Posteriores investigaciones con fotografía infrarroja revelaron que estaban tatuados los cinco cadáveres descubiertos en los kurgan Pazyryk. No se han hallado instrumentos específicamente diseñados para el tatuaje, pero los Pazyryk disponían de agujas extremadamente finas con las que realizaban bordados en miniatura, y eran esas las que probablemente usaban para el tatuaje.
El jefe había sido cubierto de una elaborada serie de diseños conjuntados que representaban una gran variedad de animales fantásticos. El tatuaje mejor preservado es el del brazo derecho, con las imágenes de un burro, un argali, dos ciervos muy estilizados con largos cuernos y un animal carnívoro imaginario. Dos monstruos que representan grifos decoraban el pecho, y en el brazo izquierdo, unas imágenes parcialmente destruidas parecen representar dos ciervos y una cabra montés. En el frente de la pierna derecha, un pez se extiende desde el pie hasta la rodilla. Un monstruo en el pie izquierdo y en el interior de la espinilla hay una serie de cuatro carneros que corren tocándose unos a otros para formar un diseño único. La pierna izquierda también lleva tatuajes, pero no se distinguen con claridad. Además, la espalda está tatuada con una serie de pequeños círculos alineados con la columna vertebral. Este tatuaje fue probablemente hecho con fines terapéuticos. Tribus siberianas en la actualidad aún practican tatuajes similares para aliviar el dolor de espalda.

### Princesa de Ukok

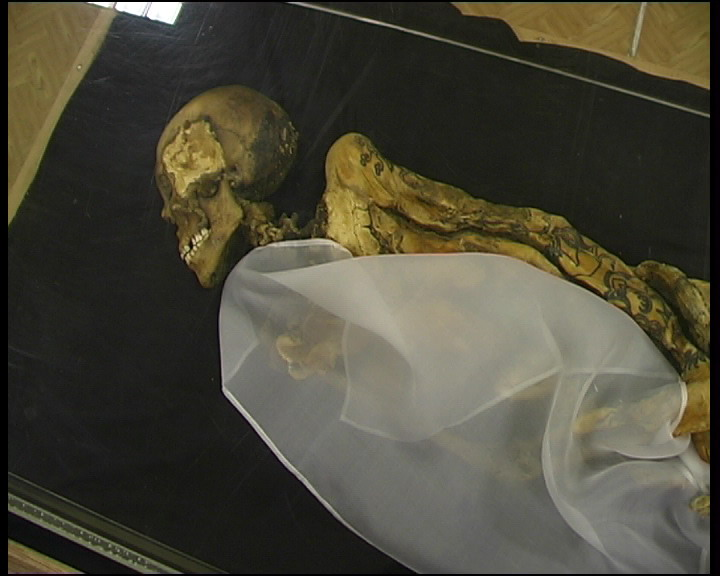
Princesa de Ukok -

El enterramiento Pazyryk sin alterar más famoso es sin duda la "Princesa de Ukok" encontrada por la arqueóloga rusa Natalia Polosmak en 1993,